# ماير شاتمان
ماير شاتمان (بالإنجليزية: Mire Chatman)‏ مواليد 24 أكتوبر 1978 في غارلاند، هو لاعب كرة سلة أمريكي معتزل. بدأ مسيرته الاحترافية في سنة 2002. يبلغ طوله 6 قدم 2 بوصة (1.9 م). اعتزل اللعب في 2014.

## المسيرة الاحترافية
لعب مع فينتسبيلس من سنة 2002 إلى 2004، ثم لعب مع دينامو موسكو في موسم 2005–2006، ثم لعب مع فيرتوس روما في الدوري الإيطالي في موسم 2006–2007، ثم لعب مع زينيت سانت بطرسبرغ في الدوري الروسي في موسم 2007–2008، ثم لعب مع بشكتاش لكرة السلة في الدوري التركي من سنة 2008 إلى 2011، ثم لعب مع كارشياكا في موسم 2011–2012، ثم لعب مع يونيكس قازان في موسم 2012–2013، ثم لعب مع فينتسبيلس في سنة 2014.

## روابط خارجية
- ماير شاتمان على موقع الدوري الأوروبي لكرة السلة (الإنجليزية)
- ماير شاتمان على موقع كرة السلة الأوروبية.كوم (الإنجليزية)
- ماير شاتمان على موقع كلية كرة السلة في سبورتس رفرنس.كوم (الإنجليزية)
- ماير شاتمان على موقع ريلجم (الإنجليزية)
- ماير شاتمان على موقع بروبوليرز (الإنجليزية)
- ماير شاتمان على موقع سبورتس رفرنس (الإنجليزية)